# Carabiniere (F 593)
Il Carabiniere è una fregata missilistica della Marina Militare specializzata nella lotta antisommergibile. L'unità è intitolata all'Arma dei Carabinieri, quarta delle Forze armate italiane ed è stata varata il 29 marzo 2014 in virtù dell'approssimarsi del bicentenario di fondazione dell'Arma, 1814-2014. La nave appartiene al gruppo ASW della classe Bergamini, insieme alle altre unità Virginio Fasan, Carlo Margottini e Alpino.

## Storia

### Il varo
La madrina della cerimonia è stata Liliana d'Acquisto, nipote del vicebrigadiere dei Carabinieri e medaglia d'oro al valore militare Salvo d'Acquisto. Al varo hanno presenziato il ministro della difesa Roberta Pinotti, il capo di stato maggiore della difesa ammiraglio Luigi Binelli Mantelli, il capo di stato maggiore della Marina Militare ammiraglio di squadra Giuseppe De Giorgi, il comandante generale dell'Arma dei Carabinieri generale di corpo d'armata Leonardo Gallitelli, e il presidente della Regione Liguria Claudio Burlando.
Gli interventi in occasione del varo sono stati tenuti tanto da dirigenti aziendali (il rappresentante delle maestranze, l'amministratore delegato di Fincantieri Giuseppe Bono e l'amministratore delegato di Cassa Depositi e Prestiti, che attraverso Fintecna controlla il gruppo cantieristico), quanto dai rappresentanti istituzionali e dai vertici militari interessati. Il varo è avvenuto con il sistema Road Away, metodo che consiste nell'immissione in un bacino galleggiante tramite l'impiego di carrelli autopropulsi.
Come gli altri vascelli della classe Bergamini, il Carabiniere ha la possibilità di impiego in diversi contesti operativi: unità inserita nell'ambito di un'unità operativa con funzioni di comando e controllo o in attività isolata.
La nave può raggiungere una velocità superiore ai ventisette nodi grazie a una turbina da 32 MW e può imbarcare un equipaggio massimo pari a duecento persone.

### La consegna
La nave è stata consegnata alla Marina Militare a La Spezia il 28 aprile 2015 presso gli stabilimenti Fincantieri di Muggiano.

### In servizio
Tra dicembre 2016 e aprile 2017 la nave ha compiuto una missione addestrativa e promozione in Asia e Australia.

## NaveCarabiniere
L'attuale Carabiniere è la quarta unità a portare questo nome:
- Carabiniere, cacciatorpediniere classe Soldato varato nel 1909, poi riclassificato torpediniera nel 1921;
- Carabiniere, cacciatorpediniere classe Soldati e infine classe Granatiere) varato nel 1938 e rimasto in servizio nella Regia Marina e poi nella Marina Militare fino al 1965;
- Carabiniere, fregata classe Alpino varata nel 1967 e in servizio fino al 2008.